# Francisco Quiles
Francisco José Quiles Flor (Villena, Alicante, 1962) es un físico español, catedrático de Arquitectura y Tecnología de Computadores de la Universidad de Castilla-La Mancha.

## Biografía
Nacido en Villena, provincia de Alicante,  en 1962. Licenciado en Ciencias Físicas (Especialidad de Informática y  Electrónica) por la Universidad de Valencia en 1986 y doctor en Ciencias Físicas por el Departamento de Informática de la Universidad de Valencia en 1993, con la calificación de sobresaliente cum laude.
En 1987 se incorpora como profesor  ayudante a la Universidad de Castilla-La Mancha y desde 2000 es profesor  catedrático de esta universidad. Ha pertenecido a todos los claustros,  representando primero a los ayudantes, después a los profesores no doctores y  finalmente a los profesores doctores. Fue elegido en sucesivas ocasiones como  director del Departamento de Informática desde 1991 a 1994 y como director de la Escuela Universitaria Politécnica de Albacete desde 1994 a 1998. Fue el primer director de la Escuela Politécnica Superior de Albacete desde 1998 a  2000, poniendo en marcha la titulación de Ingeniería en Informática. Desde  enero de 2000 hasta noviembre de 2011 fue vicerrector de Investigación de la  Universidad de Castilla-La Mancha. Desde 2003 perteneció a la ejecutiva nacional de la sectorial de  investigación de la Conferencia de Rectores de las Universidades Españolas,  habiendo sido elegido secretario ejecutivo de la misma a principios de 2007 y manteniéndose en el cargo hasta noviembre de 2011. Durante los años 2015-2016 fue presidente del comité asesor de Ingenierías de la Comunicación,  Computación y Electrónica de la CNEAI, siendo vocal y secretario del mismo  comité en 2013-2014. Actualmente es director del Departamento de Sistemas  Informáticos desde noviembre de 2012.
Ha desarrollado varios cursos en organización y arquitectura de computadores, impartiendo cursos de doctorado en diversas universidades españolas. Ha dirigido nueve tesis doctorales y ha publicado más de 240 artículos en revistas y conferencias nacionales e internacionales, relacionadas tanto con la evaluación y optimización del rendimiento de las redes de interconexión de sistemas de computación paralela, como con los sistemas de comunicación,  almacenamiento y transmisión multimedia. Tiene cuatro patentes, una de ellas internacional. Ha realizado una estancia de investigación en la USC (University of Southern California). Ha  participado en más de 70 proyectos de investigación e infraestructura  científica, financiados por el Gobierno de España (entre ellos un CONSOLIDER), por la Unión Europea, por la NSF norteamericana, por la Junta de  Comunidades de Castilla-La Mancha y por empresas.
En 2011 fue uno de los candidatos a rector en las elecciones de la Universidad de Castilla-La Mancha, ganando en primera vuelta y siendo superado en segunda vuelta por un escaso margen de votos por el candidato Miguel Ángel Collado, que fue proclamado rector de la universidad. En las elecciones de 2016 volvió a competir con Collado quedándose por segunda vez a las puertas de la rectoría de la UCLM.